# Bogø
Bogø es una isla de Dinamarca ubicada en los estrechos daneses, entre las islas de Selandia y Falster.
Bogø tiene aproximadamente 7 km (kilómetros) de largo y 3 km de ancho en su punto más ancho. El punto más alto de la isla se encuentra a 32 m s. n. m.
La isla alberga una población de 1.071 habitantes (2005), de las cuales unas 700 viven en el lugar más grande de la isla, Bogø By.

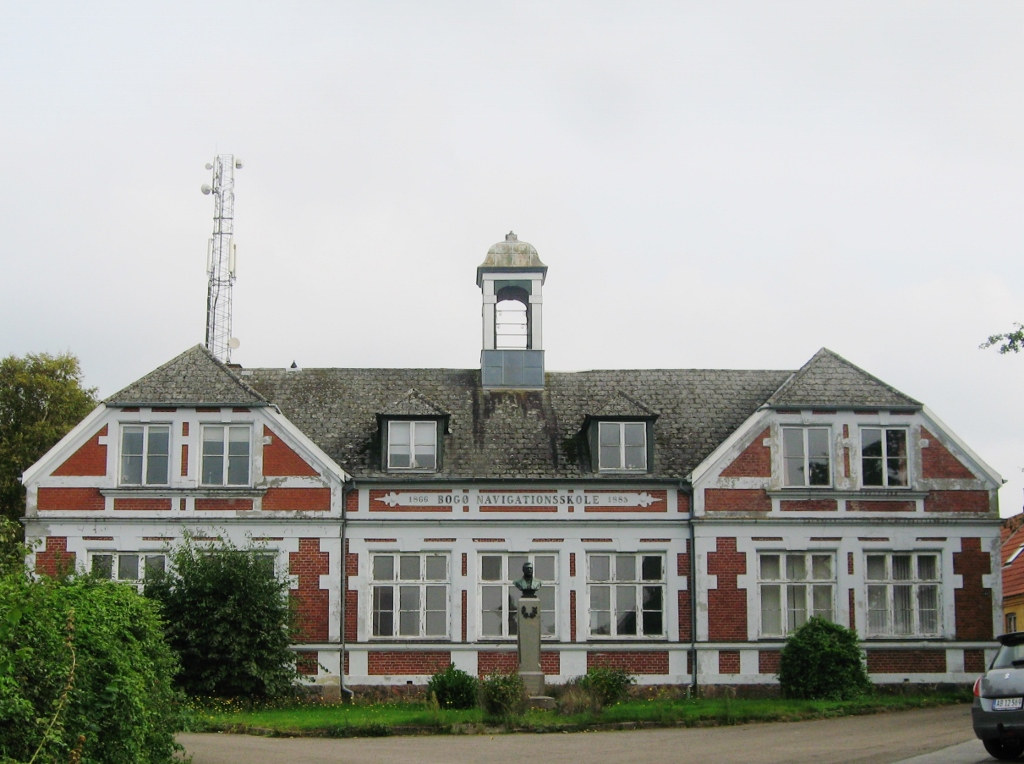
Bogø Navigationsskole, Escuela de Navegación. Edificio Principal (1885)
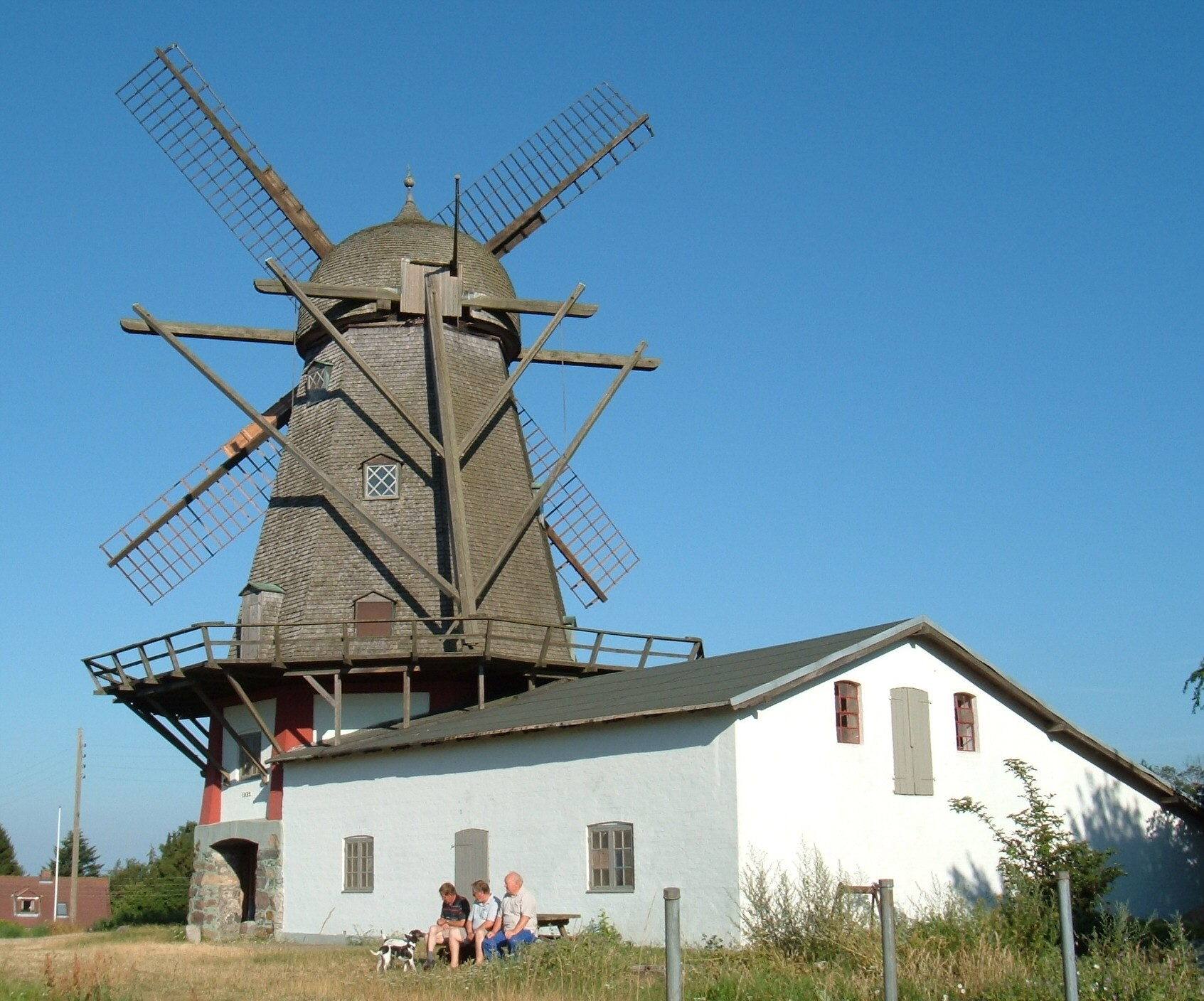
Molino en Bogø (1852).